# K2 Black Panther
K-2 Black Panter é um carro de combate sul-coreano conhecido como K2. Esteve envolvido em vários mistérios ou informações distorcida sobre seus objetivos.

## Desenvolvimento
Contrariamente ao que se pensava, o Black Panther não resultou de nenhuma adaptação de carros de combate de origem russa. Este mito foi resultado do fornecimento à Coreia do Sul entre 1996 e 1997 de 33 carros de combate T-80U, que foram o resultado do pagamento da dívida da antiga União Soviética à Coreia do Sul.
Por todos os dados conhecidos, o K2 deriva claramente em termos de linhas gerais dos anteriores K1 e K1A1. Derivando embora do anterior veículo, o K2 é muito mais moderno, pois utiliza sistemas de combate mais eficientes. Recebeu um sistema de defesa activo, que permite ao veículo disparar contra potênciais alvos que estejam a utilizar laser para ajudar no disparo, e contará com um novo canhão longo, derivado do novo L/55 da Rheinmetal alemã, que equipa o Leopard-2A6. O motor, como nos veículos anteriores, também será de origem alemã, e fabricado sob licença na Coreia do Sul, embora de uma versão mais recente, com uma potência de 1500cv.
A somar, há ainda uma turbina auxiliar com uma potência adicional de 400cv. O K2 é o tanque de batalha mais caro do mundo, custando atualmente cerca de 8.3 billion ₩ won sul-coreano, ou cerca de $ 8,5 milhões Dólares, por unidade, ultrapassando o tipo japonês 90, que custa cerca de 7,4 milhões dólares a partir de 2008.

## Previsões
As previsões da entrada do Black Panther em serviço segundo algumas fontes devera se iniciar a partir deste ano de 2010 com uma previsão da compra pelo exercito sul-coreano entre 500 a 680 unidades servirão para substituir os anteriores K1 e K1A1, que continuarão ao serviço e serão submetidos a modernizações, mas sim os carros M-48A5 modificados, que ainda estão ao serviço no país.
Este novo carro de combate pretende manter os sul-coreanos a frente de seus vizinhos norte-coreanos mantendo assim uma clara hegemonia sobre seus rivais.

## Exportação
Depois de competir contra o Leclerc e o Leopard 2, o K2 estabeleceu finalmente o seu primeiro cliente de exportação na Turquia.
Em junho de 2007, na Coreia do Sul, a Turquia negociou com sucesso um contrato no valor de negócio da armas em ₩ 500 bilhões (cerca de $ 540 milhões de Dòlares) o licenciamento do projeto do K2, bem como exportar 40 (15) KT-1 Aviões de treinamento, para a Turquia.
Em 30 de julho de 2008, Rotem da Coreia do Sul e Otokar da Turquia assinou um contrato no valor de $ 540 milhões para a transferência de tecnologia direto do motor, transmissão, autoloader e armadura reativa do K2. A tecnologia deve ser incorporada ao tanque da Turquia no futuro batizada MİTÜP Altay. A partir de maio de 2009, sem detalhes de design do tanque de Altay tenham sido tornados públicos. Apesar de compartilhar muitos subsistemas com o K2, espera-se a apresentar um olhar diferente e tem características diferentes de desempenho.
O vice-primeiro-ministro polonês e ministro da Defesa Nacional, Mariusz Blaszczak, anunciou o início da produção dos tanques sul-coreanos K2, que já foram colocados em serviço com o exército polonês. Conforme relatado, em agosto de 2022, a Polônia concluiu um acordo com a Coreia do Sul para a compra de 180 tanques K2 Black Panther produzidos pela Hyundai Rotem de cerca de US$ 3,4 bilhões, bem como 212 obuses autopropulsados K9 Thunder produzidos pela Hanhwa Defense de cerca de US$ 2,4 bilhões.